# Rema 1000
Rema 1000 – norweska sieć supermarketów należąca do Reitan Group. Siedziba sieci znajduje się w Oslo, Norwegia.
Pierwszy sklep tej sieci powstał w Trondheim w Norwegii, 15 lutego 1979 roku.
| Kraj     | Lista sklepów       | Debiut w kraju | Komentarz                                                      |
| -------- | ------------------- | -------------- | -------------------------------------------------------------- |
| Norwegia | 683 (czerwiec 2025} | 1979           | Siedziba znajduje się w Oslo.                                  |
| Dania    | 410 (czerwiec 2024) | 1994           | -                                                              |
| Szwecja  | 0                   | 1991           | Jedyny supermarket znajdował się w Svinesund, zamknięty w 2012 |
| Słowacja | 0                   | 1993           | sklepy sprzedane w 2003                                        |
| Polska   | 0                   | 1993           | sklepy sprzedane w 2003                                        |
| Węgry    | 0                   | 1998           | sklepy sprzedane w 2002                                        |